# (523622) 2007 TG422
(523622) 2007 TG422, também escrito como (523622) 2007 TG422, é um corpo menor que está localizado no disco disperso, uma região do Sistema Solar. Ele possui uma magnitude absoluta de 6,2 e tem um diâmetro estimado de cerca de 253 km. O astrônomo Mike Brown lista este corpo celeste em sua página na internet como um candidato a possível planeta anão.

## Descoberta
(523622) 2007 TG422 foi descoberto no dia 3 de outubro de 2007 A. C. Becker, A. W. Puckett e J. Kubica.

## Órbita
A órbita de (523622) 2007 TG422 tem uma excentricidade de 0,929 e possui um semieixo maior de 504 UA. O seu periélio leva o mesmo a uma distância de 35,582 UA em relação ao Sol e seu afélio a 972 UA.